# Toxocara vitulorum
Toxocara vitulorum är en rundmaskart. Toxocara vitulorum ingår i släktet Toxocara, och familjen Toxocaridae. Arten är reproducerande i Sverige.